# 北方博物館 (スウェーデン)

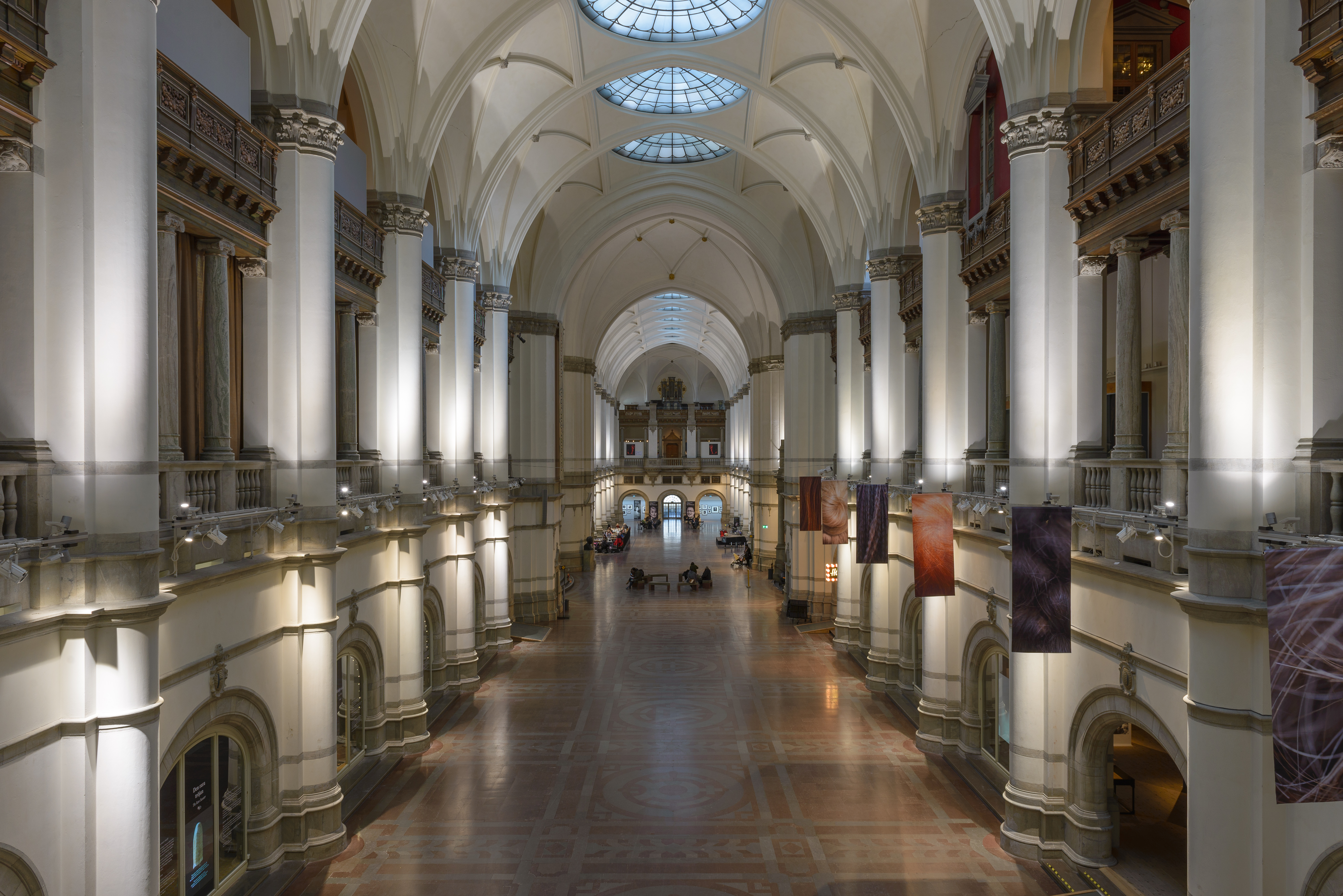
中央展示室

北方博物館（ほっぽうはくぶつかん、スウェーデン語: Nordiska museet）はスウェーデンのストックホルム中心部、ユールゴーデン島にある博物館である。近世初期（スウェーデンの歴史では1520年以降）から現代にいたるスウェーデン文化史と民族誌の資料を展示する。やはりアルトゥール・ハゼリウスにより19世紀後半に開設された野外博物館スカンセン（1891年開設）は同種の施設として世界で2番目に古い。隣り合う両施設は1963年、それぞれ別組織として分離された。

## 沿革
設立当時（1873年）は「スカンジナビア民族誌コレクション」と呼ばれ、1880年に北方博物館に改称した（原語の綴りはのちに変更）。

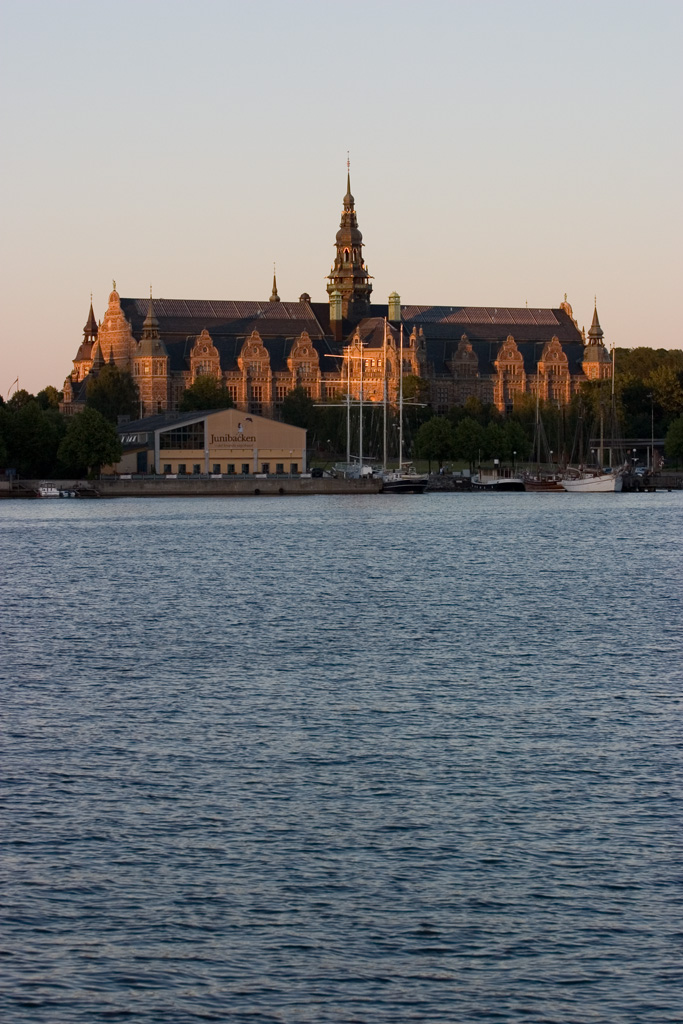
湖水から見た博物館の背面

博物館開設者が自ら収集活動に携わり、スウェーデン各地ならびに北欧諸国から購入したり寄贈を受け入れ、家具や衣服、おもちゃなどを揃えていった。1891年には隣りに野外博物館を設け、農村の文化と風俗に重点を置いた創設者はそちらに農家などの建物や、農場の施設全体を各地から移している。代が変わると後継の館長はブルジョアと都市のライフスタイルを反映する収蔵品も加えていく。
収集プロジェクトが始まり、ハゼリウスは広範に金品の寄付を募ると1898年には後援団体の「北方博物館振興協会」は会員数を4,525人に伸ばした。当初は期待した国の資金援助を得られなかったものの、立法府は1891年に博物館に年間予算を付け、博物館予算が倍増した1900年の翌年、ハゼリウスが没する。2020年現在の館長はサンネ・フービ・ニールセン。

## 建物

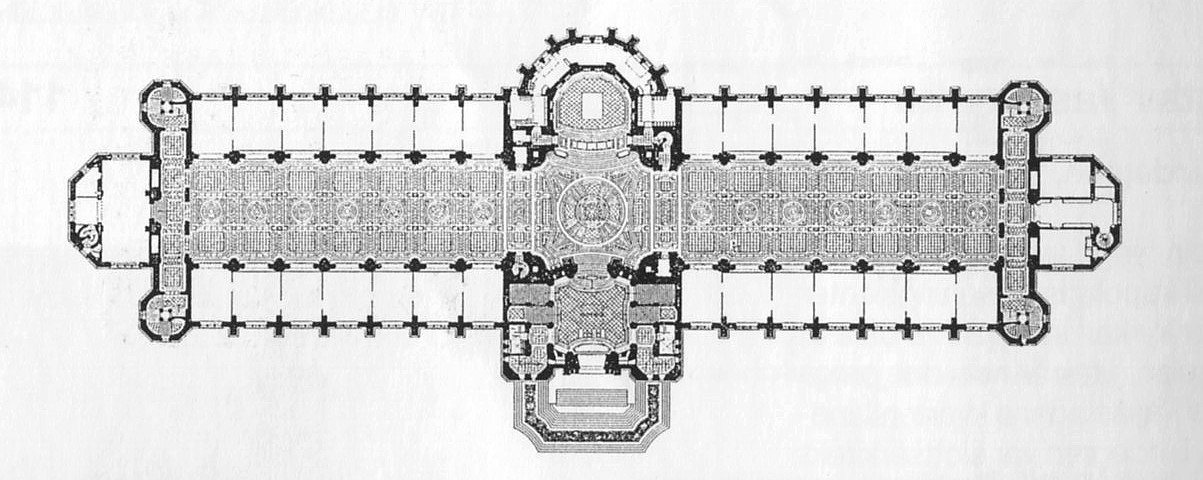
館の設計図

博物館の建物はアイザック・グスタフ・クラソンの設計により、19年を費やして1907年に完成した。原案では国定記念物の指定を受け国の遺産となる品々を収蔵する意向があったものの、1897年のストックホルム博覧会開催までに半分しか完成しておらず、竣工時も設計案の3分の1規模に収まった。特にスウェーデン古来の様式ではなく、むしろオランダの影響を受けたデンマークのルネサンス建築 （フレデリクスボー城など）から取り入れた。「大聖堂風」の建物の中核は屋根まで貫く吹き抜けの中央展示室（奥行き126メートル）が占有し、スウェーデン建国の王と呼ばれるグスタフ1世の巨大な彫刻を置いている。建材は壁にレンガと花崗岩を、屋根はコンクリートを使用した。

## 収蔵品
150万点超の収蔵品には全国から移築した建造物があり、セーデルマンランド地方のジュリータ農園、ナッカのスビンダースビク邸、ティーレソー離宮さらにエンシェーピング近郊の牧師館の農園それぞれの建物をふくむ。また家財道具や農具のほか収蔵資料として1840年代から今日までの膨大な数の文書類と写真およそ600万枚も保管される。博物館の研究図書館の集めた16世紀以降の資料は書架のべ3,800m分に及ぶ。

## 見どころ
過去500年間の暮らしを示す展示品には、民族衣装や家具、日用に使われた食器類とテーブルセッティングなど、工芸品から装身具まで幅が広い。常設展は先住民サーミの風俗を紹介する。2020年の特別展に小学生を対象とした「時の空間」（スウェーデン語: Tidsvalvet）がある。世界から訪れる来館者のため、音声ガイドはスウェーデン語と英語に加え、フィンランド語、サーミ語、ドイツ語、ロシア語、フランス語、イタリア語、中国語、アラビア語で用意されている。
併設のレストランで伝統的な郷土料理を提供し、2020年には湖水を望む特設のオープンエアのカフェ・ラスクナッペン（Kafé Lusknäppen）が設けられた。また博物館はストックホルム、ソルナ、リーディンゲ（en）の3市にまたがる都市公園（en）の中にあり、18km2を超える公園にはスカンセンのほかABBA記念館やバイキング博物館などが集めてある。

## 写真ギャラリー

### 外観

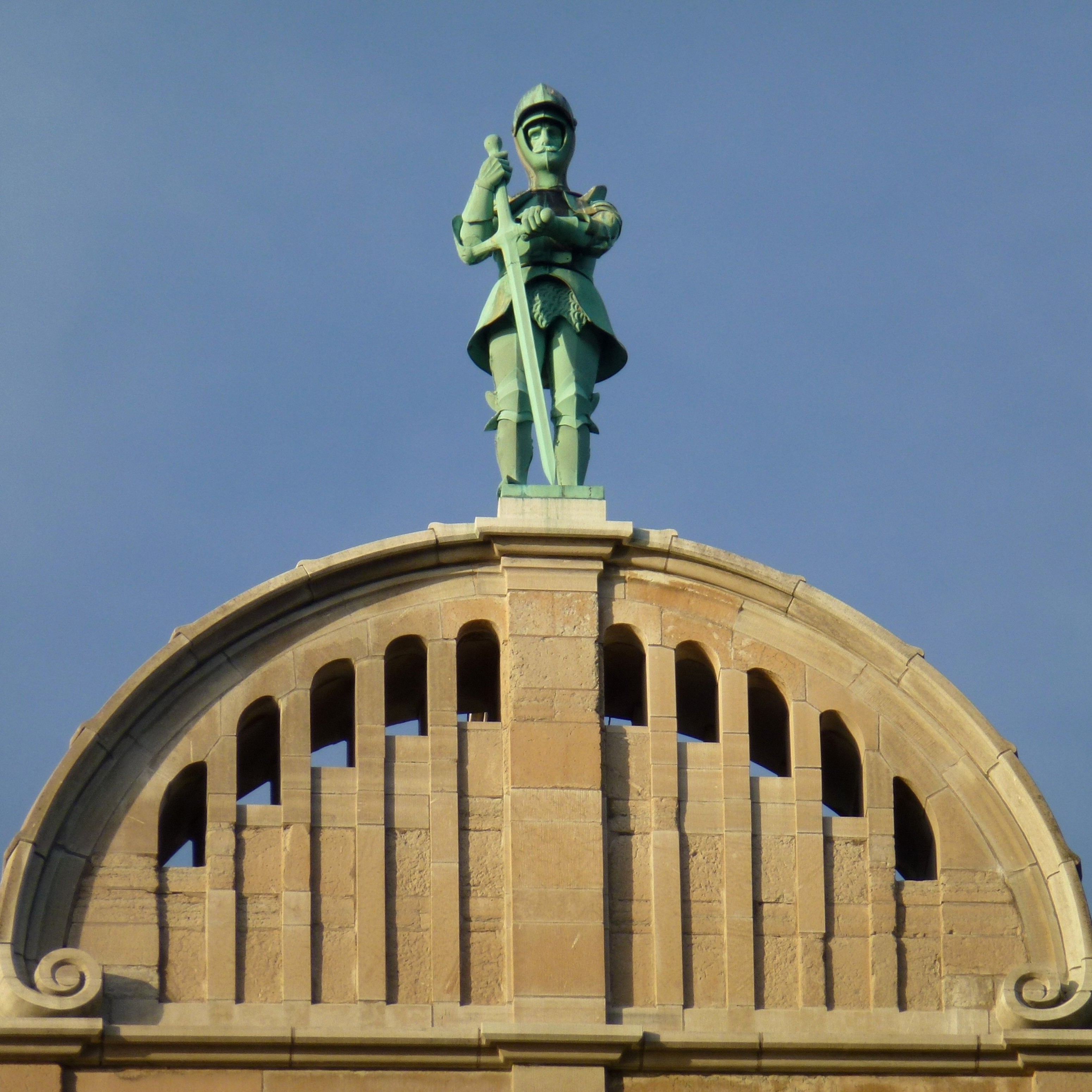
西の切妻の彫刻
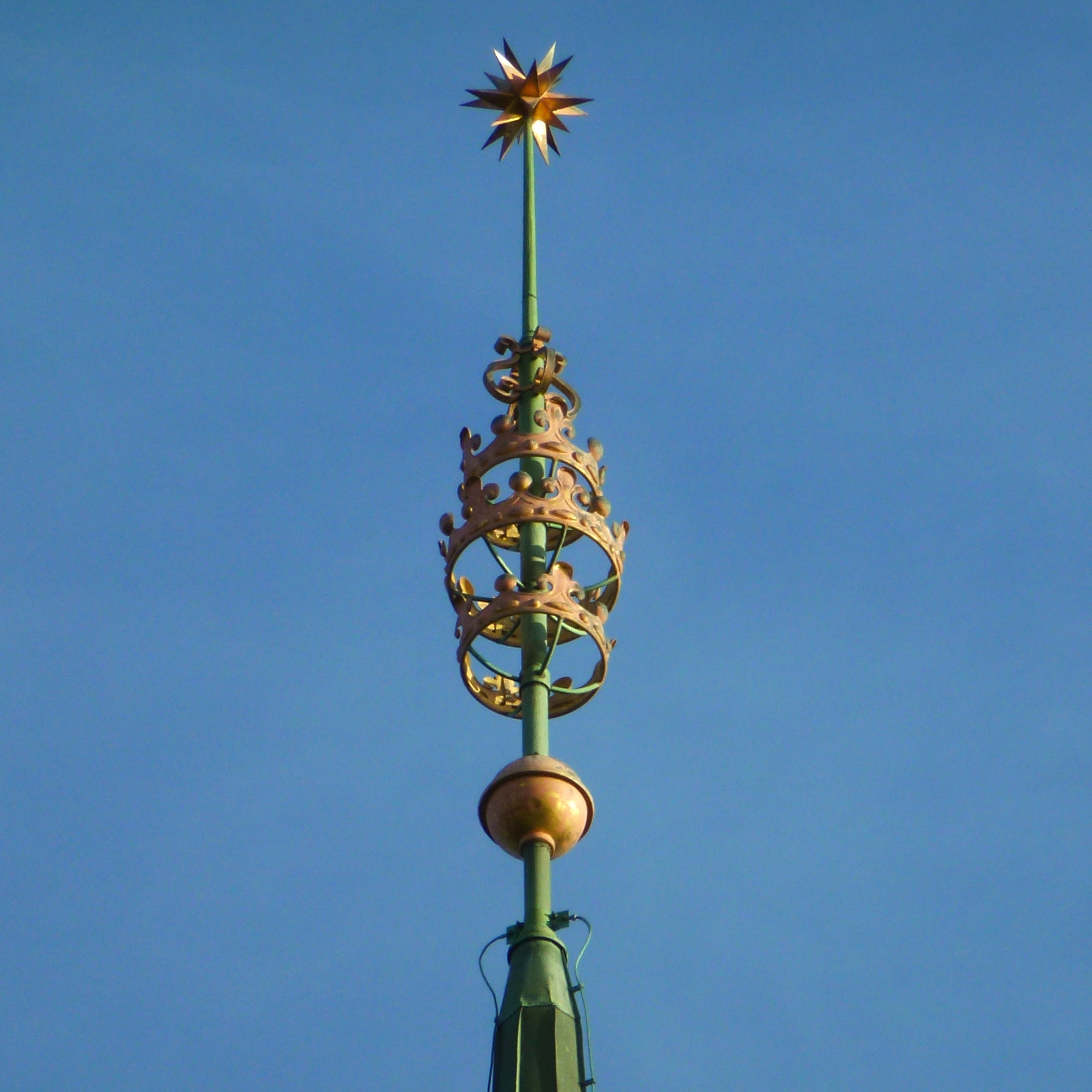
尖塔の飾り
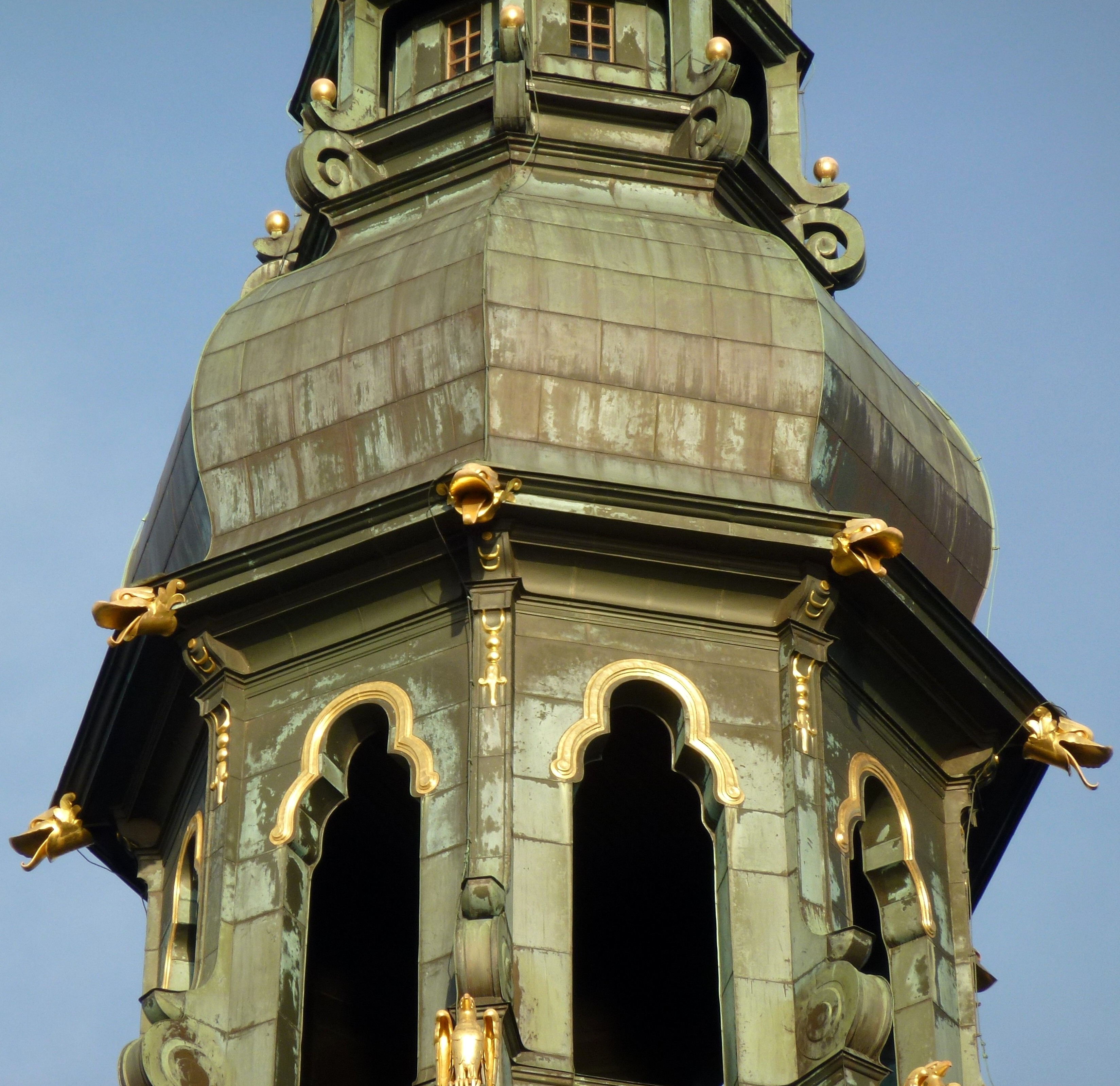
タマネギ型の尖塔の屋根
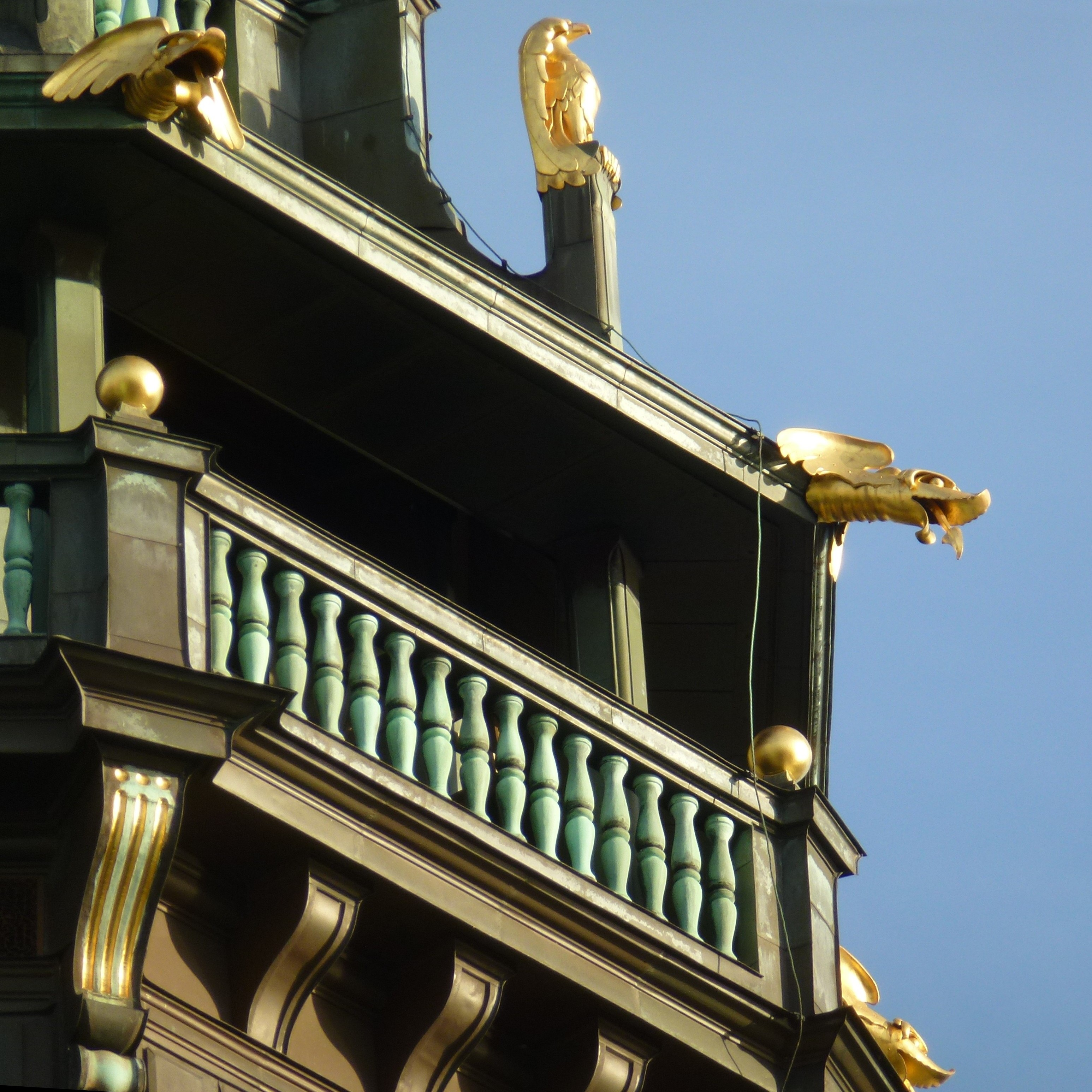
金箔を貼った彫刻群
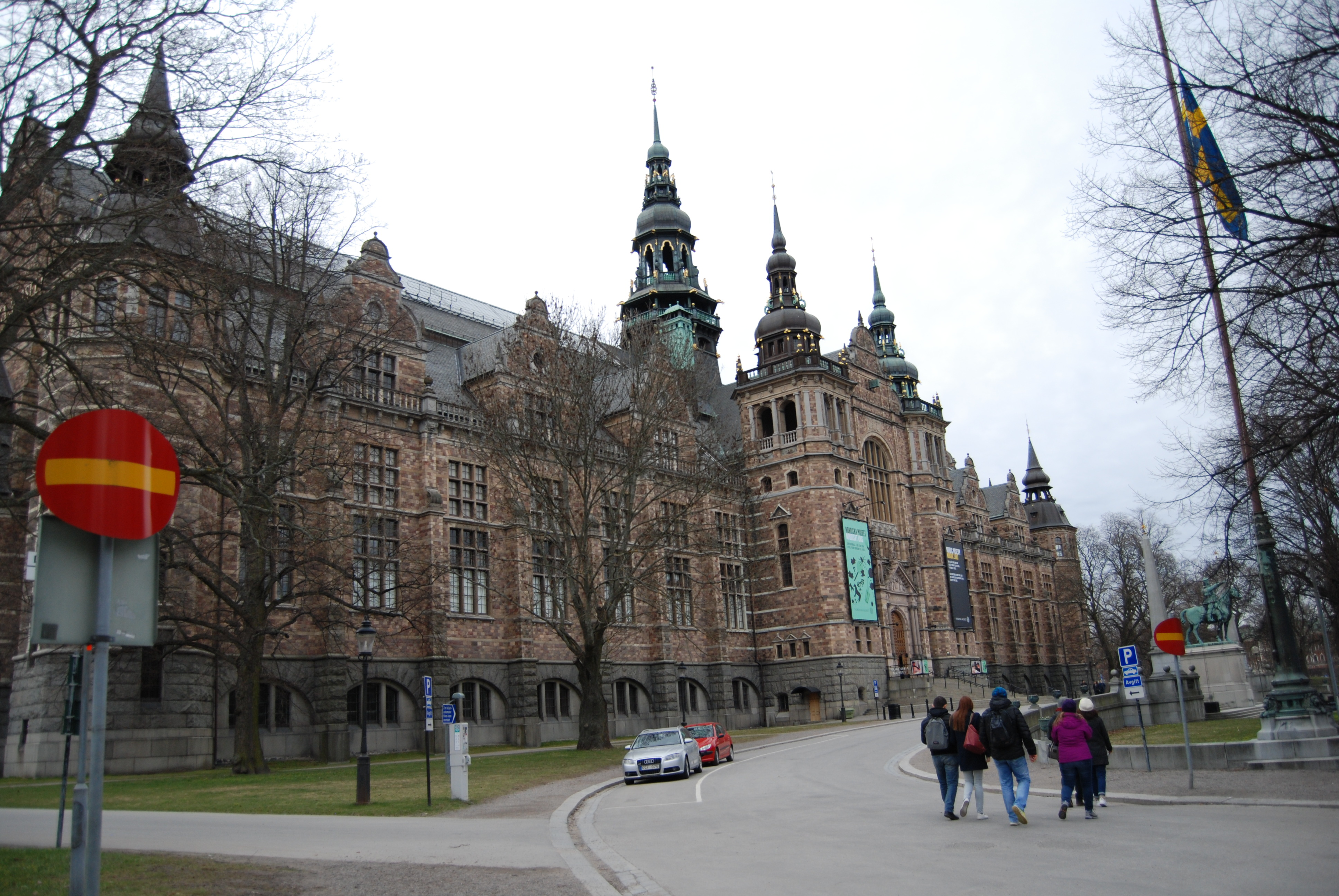
街路からの眺め
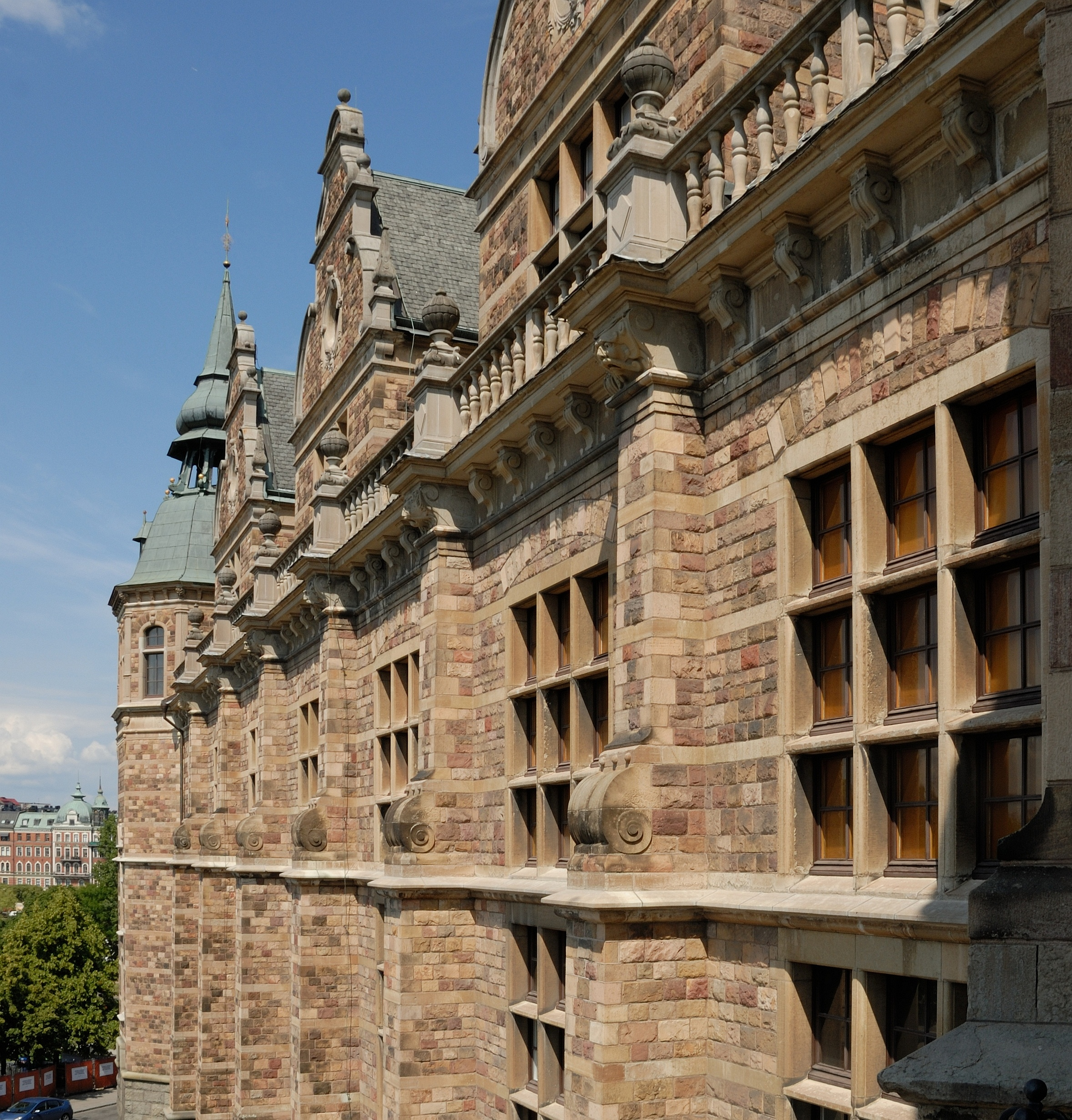
建物南面の西半分

### 館内

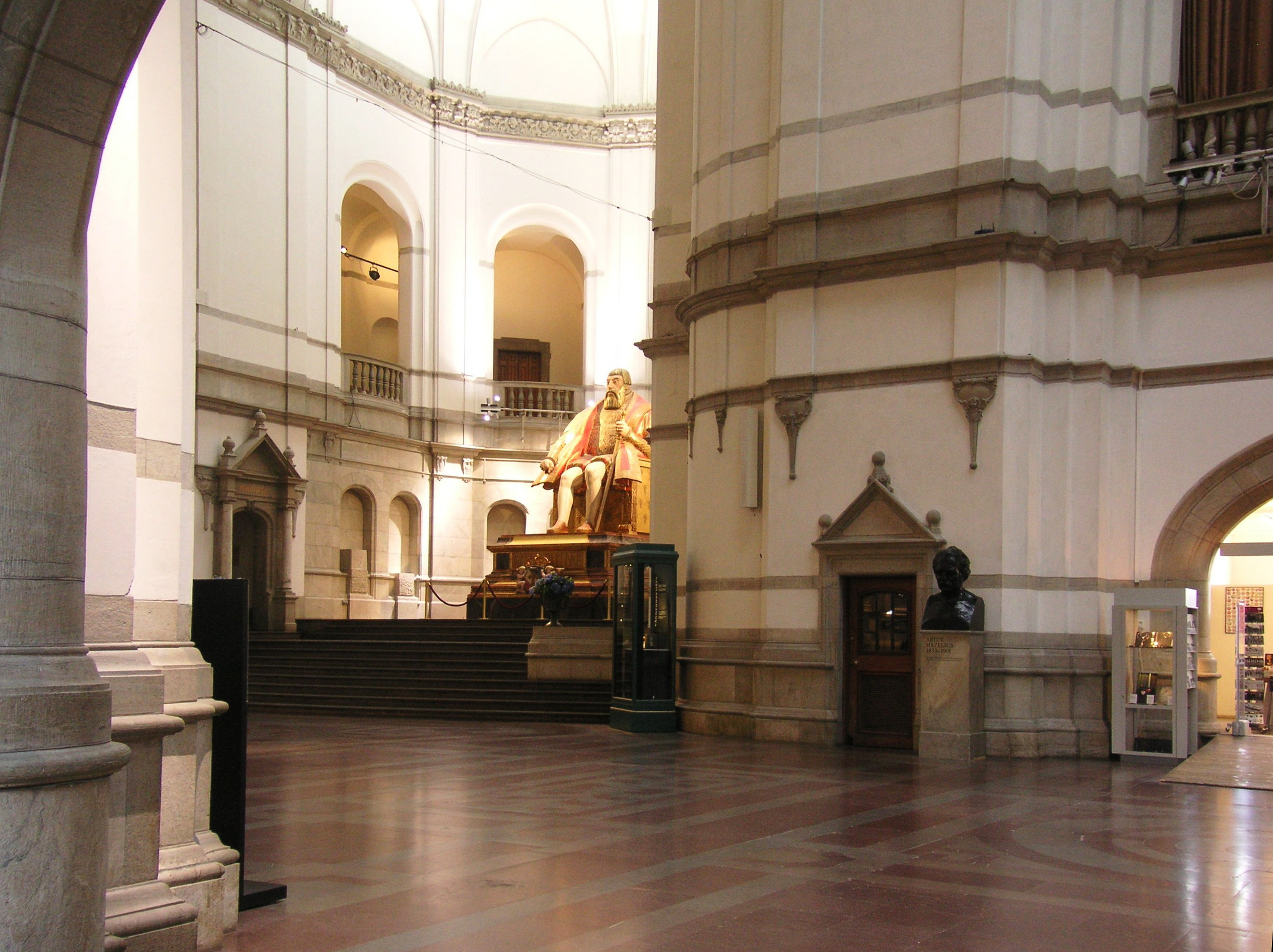
グスタフ1世玄関ホール
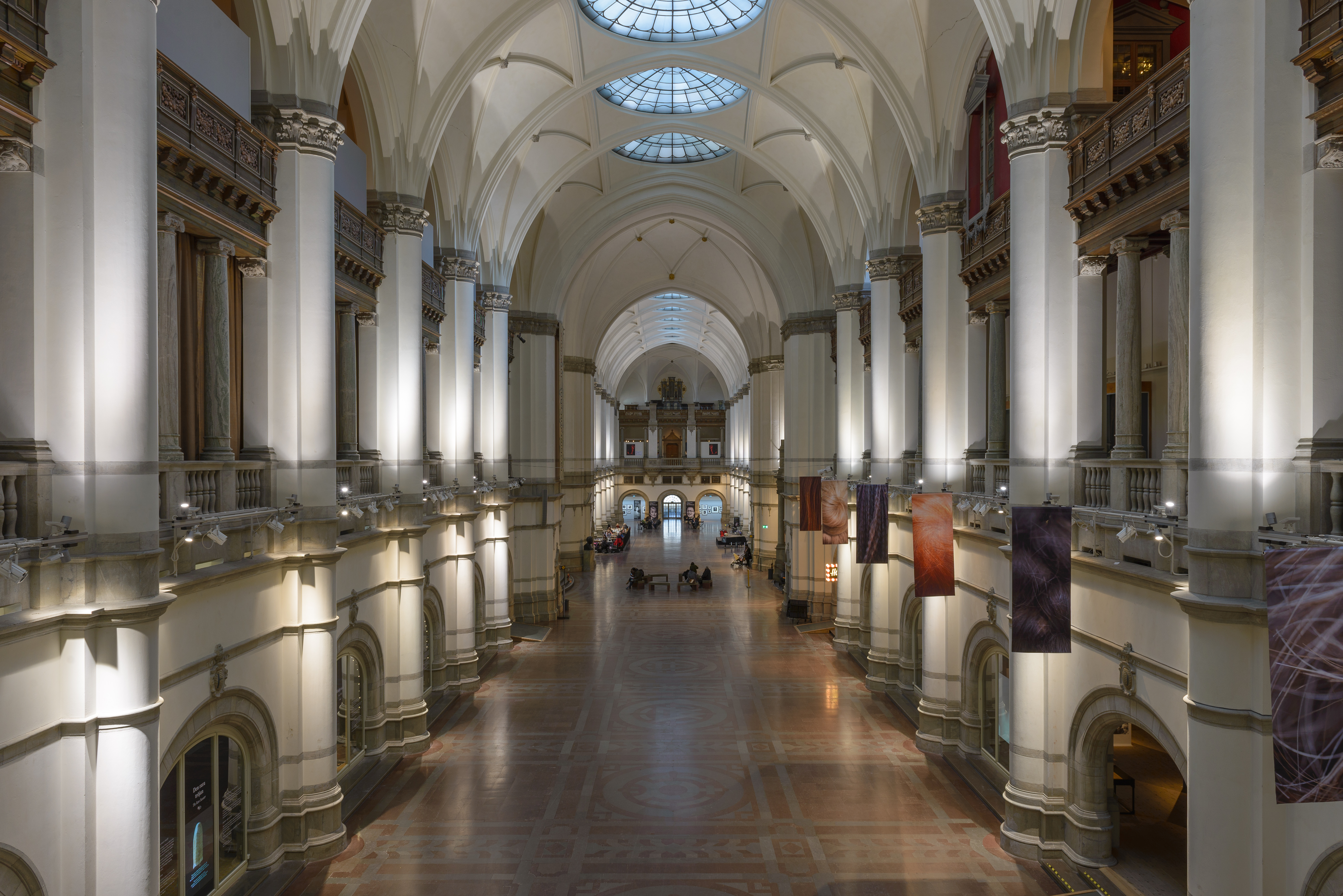
中央展示室
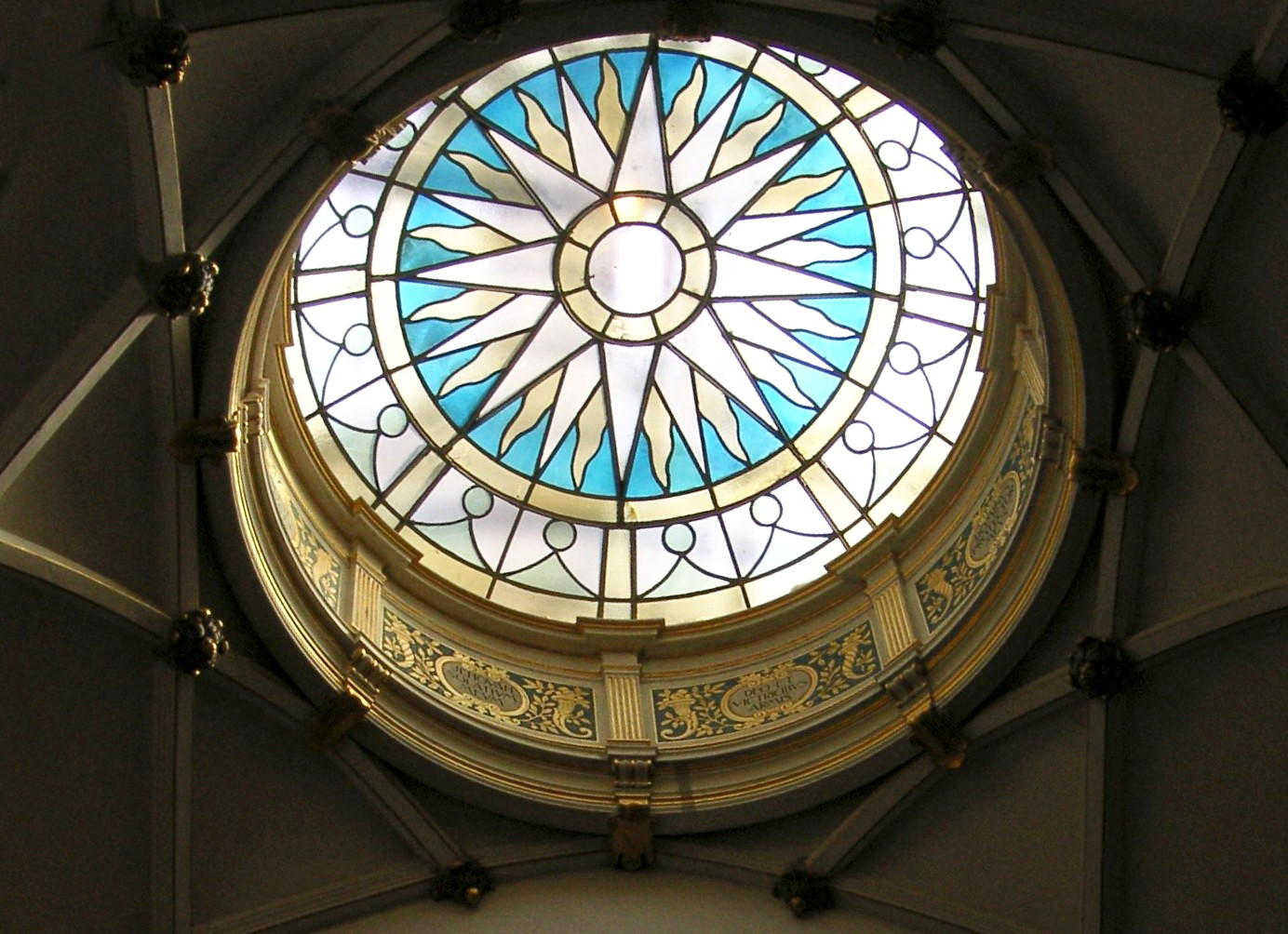
天窓
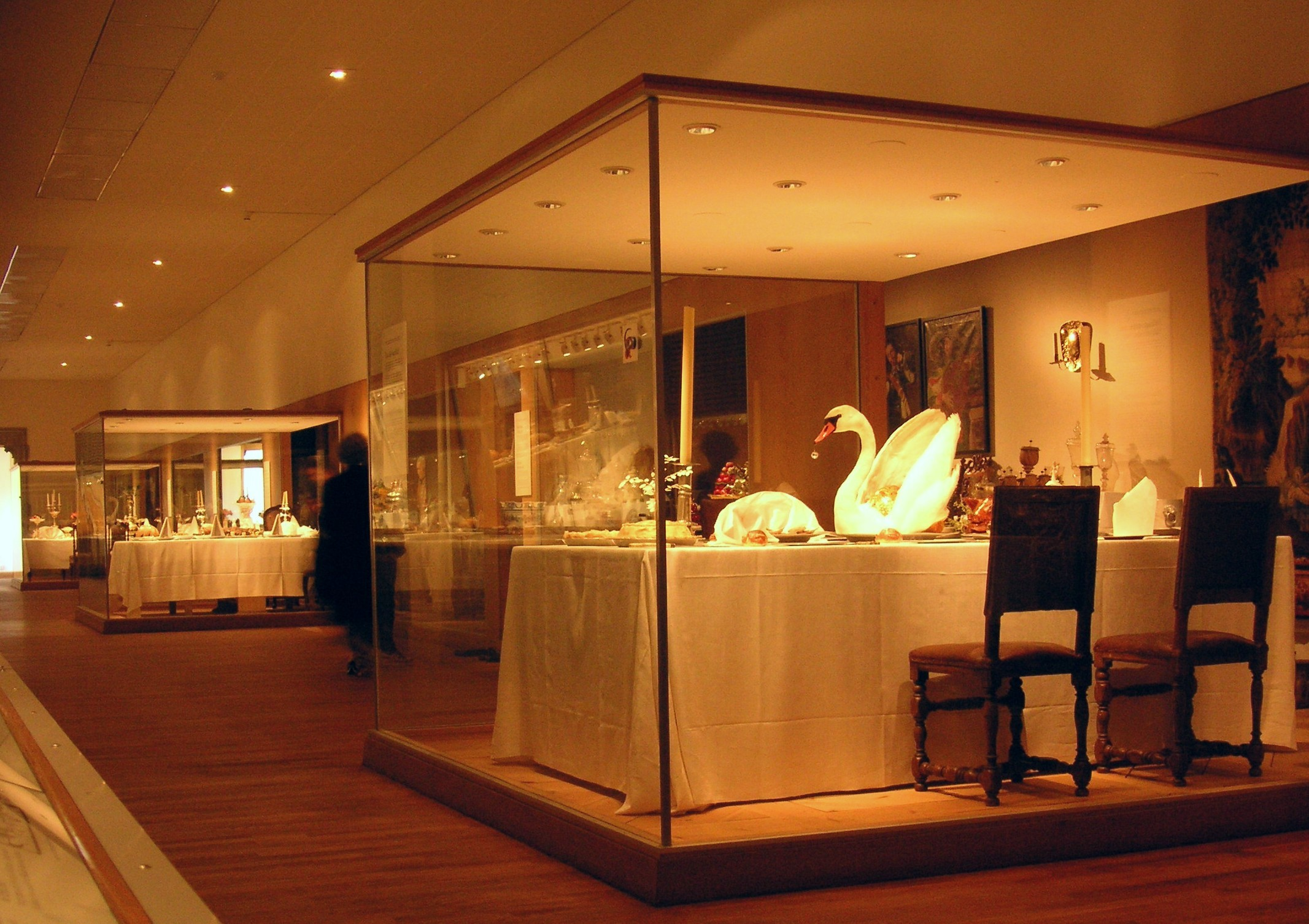
食卓と椅子の配置を比べた展示